# Ellen Muth
Ellen Muth, född 6 mars 1981 i Milford i Connecticut, är en amerikansk skådespelare. Hon är mest känd för sin roll 2003–2004 som Georgia "George" Lass i TV-serien Mitt liv som död. Filmen Dead like me: Life after death släpptes 2009 som en direkt-till-DVD-film baserad på TV-serien.
Hon studerade vid Lee Strasburg School, och hon medverkade därefter bland annat i filmerna Dolores Claiborne och Odödlig kärlek. År 1999 tilldelade American Film Institute henne sitt pris för bästa skådespelerska för sin roll i filmen The Young Girl and the Monsoon. Hon har vid upprepade tillfällen nominerats för bland annat Saturn Awards och Satellite Awards. Hon är kvalificerad för Mensa och Intertel.

## Filmografi i urval
- 1995 – Dolores Claiborne
- 1998 – Odödlig kärlek
- 1999 – The Young Girl and the Monsoon
- 2000 – The Truth about Jane
- 2003–2004 – Mitt liv som död